# المع‌خاده
ال-مع‌خاده یک منطقهٔ مسکونی در یمن است که در استان صنعا واقع شده‌است.